# کلاودیو ماتونه
کلاودیو ماتونه (ایتالیایی: Claudio Mattone؛ زادهٔ ۲۸ فوریهٔ ۱۹۴۳) آهنگساز، نوازندهٔ پیانوی جاز، ترانه‌سرا، خواننده-ترانه‌پرداز و موسیقی‌دان اهل ایتالیا است.
از فیلم‌هایی که وی در آن‌ها نقش داشته‌است، می‌توان به بچه‌های خیابان و میهمان اشاره نمود.
وی در سال ۱۹۹۰ میلادی برندهٔ جایزهٔ دیوید دی دوناتلو و روبان نقره‌ای شد.